# Wappen der Ukrainischen SSR
Das Wappen der Ukrainischen SSR gab es von 1918/19 bis 1991, in der Zeit des Bestehens der Ukrainischen SSR als Teilrepublik der Sowjetunion.
Über einem roten Wappenschild schwebt ein roter Stern, der die Zugehörigkeit zum Kommunismus und die Hand des befreiten Menschen der klassenlosen Gesellschaft darstellen soll. In der Mitte Hammer und Sichel als Symbol für die kommunistische Staatspolitik. Unter Hammer und Sichel eine goldene aufgehende strahlende Sonne.
Der Wappenschild ist links und rechts von Weizenähren umschlossen. Dies war bei Staaten, die sich am Wappen der UdSSR orientierten, stets üblich.
Die Weizenähren sind im unteren Teil durch ein rotes Band, den Wahlspruch, bedeckt. In der Mitte des Bandes steht in ukrainischer Sprache Українська P C P (Vollform Українська Радянська Соціалістична Республіка, Ukrajinska Radjanska Sozialistytschna Respublika, „Ukrainische Sozialistische Sowjetrepublik“) sowie das Motto Proletarier aller Länder, vereinigt euch! in Ukrainisch (Пролетарі всіх країн, єднайтеся!) und Russisch (Пролетарии всех стран, соединяйтесь!).